# Geldona Morina
Geldona Morina (Klina, Kosovo, 8 de noviembre de 1993) es una futbolista germano-albanesa que juega como centrocampista en el Duisburgo, en la Bundesliga. 

## Trayectoria
Tras tres años en su filial, Morina debutó en la Bundesliga en 2012 con el Duisburgo, campeón de Europa tres años antes. Pero ese mismo año fue traspasada al Essen-Schönebeck, donde jugó dos temporadas.
En 2013 debutó con la selección albanesa, creada dos años antes. Al año siguiente regresó al Duisburgo.